# Monika Wawrzkiewicz
Monika Joanna Wawrzkiewicz – polska chemiczka, dr hab. nauk chemicznych, adiunkt Zakładu Chemii Nieorganicznej Wydziału Chemii Uniwersytetu Marii Curie-Skłodowskiej w Lublinie.

## Życiorys
19 września 2005 obroniła pracę doktorską Badania procesu sorpcji jonów Pd(II) z chlorkowych i chlorkowo-azotanowych układów modelowych na jonitach i sorbentach różnego typu, 21 grudnia 2015 habilitowała się na podstawie oceny dorobku naukowego i pracy zatytułowanej Badania procesu sorpcji barwników na jonitach różnego typu oraz sorbentach z roztworów wodnych i ścieków.
Została zatrudniona na stanowisku adiunkta w Zakładzie Chemii Nieorganicznej na Wydziale Chemii Uniwersytetu Marii Curie-Skłodowskiej.

## Nagrody i odznaczenia
- Zespołowa Nagroda Rektora Uniwersytetu Marii Curie-Skłodowskiej (wielokrotnie)[2]
- 2008: Indywidualny Grant Prorektora Uniwersytetu Marii Curie-Skłodowskiej ds. Nauki zatytułowanej Badania procesu sorpcji jonów Pd(II) z układów chlorkowych i chlorkowo-azotanowych na anionitach o różnej zasadowości grup funkcyjnych oraz jonitach modyfikowanych i chelatujących różnego typu (BW-03-0000-11-09)[2]
- 2016: Nagroda Rektora Uniwersytetu Marii Curie-Skłodowskiej za stopień doktora habilitowanego[2]
- 2016: Medal Komisji Edukacji Narodowej[2]
- Wyróżnienie za rozprawę doktorską przez Radę Wydziału Chemii, roku akademickim (2004-2005)[2]

## Publikacje
- 2008: Zastosowanie anionitów słabo i silnie zasadowych w procesie usuwania indygokarminu z roztworów wodnych[1]
- 2010: Weak base anion exchanger Amberlite FPA51 as effective adsorbent for Acid Blue 74 removal from aqueous medium – kinetic and equilibrium studies[1]
- 2013: Removal of C.I. Basic Blue 3 dye by sorption onto cation exchange resin, functionalized and non-functionalized polymeric sorbents from aqueous solutions and wastewaters[1]
- 2015: Adsorptive removal of acid, reactive and direct dyes from aqueous solutions and wastewater using mixed silica-alumina oxide[1]